# جائزة بوليتزر عن فئة تصوير الأخبار العاجلة
جائزة بوليتزر عن فئة تصوير الأخبار العاجلة (بالإنجليزية: Breaking News Photography)‏ هي واحدة من أربعة عشر جائزة بوليتزر تقدمها سنويًا جامعة كولومبيا بنيويورك في الولايات المتحدة الأمريكية للصحافة. بدأ العمل بها رسميًا منذ عام 1968، وهي جائزة تُمنح للتصوير الفوتوغرافي للأخبار العاجلة الأكثر تفردًا، الذي تم تصويرها خلال عام الجائزة. ومنذ عام 2000، تم استبدالها باسم جائزة بوليتزر عن فئة  الأخبار العاجلة، إلا أنها تُعتبر امتدادًالجائزة بوليتزر عن فئة التصوير الفوتوغرافي للأخبار المباشرة، التي مُنحت في الفترة من عام 1968 حتى عام 1999. ومنذ عام 1968، كانت جائزة وحيدة تذهب للصحافة المصورة، وهي جائزة بوليتزر عن فئة التصوير الفوتوغرافي، إلى أن تم استبدالها بعد ذلك لتصبح لجائزة بوليتزر عن فئة التصوير الفوتوغرافي للأخبار المباشرة وجائزة بوليتزر للتصوير الفوتوغرافي المتميز. وبدءًا من عام 1980، بدأ الإعلان عن عملين آخرين دخلا التصفيات الأخيرة للجائزة، ليتم بذلك الإعلان عن الفائز إلى جانب أصحاب المركزين الآخرين.
تحظى هذه الجوائز، التي مولت في الأساس بمنحة من رائد الصحافة الأمريكي جوزيف بوليتزر بتقدير كبير. وتمنح جامعة كولومبيا الجوائز بتوصية من هيئة جوائز بوليتزر، المكونة من محكمين تعينهم الجامعة نفسها ويصل عدد الجوائز الممنوحة سنويًا إلى واحد وعشرين جائزة.

## وصلات خارجية
- الموقع الرسمي.
- الفائزين السابقين والمرشحين حسب الفئة.